# 禿了滉
禿 了滉（とく りょうこう、1925年7月15日 - 2020年2月18日 ）は、日本の真宗誠照寺派の僧侶（浄覚寺住職）、仏教学者、教育者（学校法人仁愛学園学園長）・福井県元教育委員長。

## 略歴
1925年に福井県越前市に生まれる。母親の実家の浄覚寺(鯖江市)へ養子に入り、金沢市の第四高等学校を卒業、1951年に長尾雅人に師事し京都大学哲学科仏教学専攻を卒業、1953年に同大学院哲学研究科仏教学専攻を修了。
1965年に仁愛女子高等学校校長に就任、1969年に仁愛女子短期大学学長に就任。2008年に福井県教育委員長に就任（2010年まで）

### 受賞歴
- 1980年 文部大臣賞
- 1983年 内閣総理大臣賞
- 2002年 勲三等瑞宝章[2]

## 著作リスト
- 『人生と仏教』（仁愛女子短期大学同窓会、1996年）